# Akko (Nigeria)
Akko è una delle undici aree a governo locale (local government areas) in cui è suddiviso lo Stato di Gombe, nella Repubblica Federale della Nigeria. Si estende su una superficie di 2.627 km² e conta una popolazione di 337.853 abitanti.